# Los infiltrados (programa de televisión)
Los infiltrados fue un programa de televisión español emitido de lunes a viernes a las 17:00 horas en Gol. Fue estrenado el 15 de marzo de 2018, con Vador Lladó al frente.

## Historia
En su primera temporada se emitía los jueves y viernes en directo de 12:30h a 14:00h siendo un programa deportivo que repasa la actualidad con un toque de humor, en el que se trata las noticias más extrañas publicadas en los medios y en donde las redes sociales juegan un papel muy importante. Su misión es la de infiltrarse, desde el entretenimiento, en el mundo del deporte, en clave de humor, y desmitificar todo lo que lo rodea.
En su segunda temporada se emite de lunes a viernes de 17:00 a 19:00.
Su tercera temporada se estrenó el 2 de septiembre de 2019 siendo de nuevo presentado por Vador Lladó y con las colaboraciones de Alberte Montes, Alan Lillo, Oriol Dalmau, Isma Juárez, Enric Lucena, Edgar Fornós, Ares Teixidó y Jessika Fortunato.

## Equipo técnico

### Presentador
- Vador Lladó: Presentador del programa.

### Colaboradores
- Alberte Montes (Temporada 1-¿?)
- Ares Teixidó (Temporada 1-¿?)
- Alan Lillo (Temporada 1-¿?)
- Oriol Dalmau (Temporada 1-¿?)
- Bruno Feliu (Temporada 1-2)
- Edgar Fornós (Temporada 1-¿?)
- Clara Piera (Temporada 1)
- Enric Lucena (Temporada 1-¿?)
- Cristina Porta (Temporada 1-2)
- Ismael Juárez (Temporada 1-¿?)
- Jessika Fortunato (Temporada 3-¿?)